# Ohio Scientific Superboard
Ohio Scientific Superboard II, također poznat kao Model-600, ime je računala kojeg je razvila američka tvrtka Ohio Scientific Inc. 1979., kao računalo u kitu koje je kupac trebao sam zalemiti i sastaviti. Ovo računalo je bilo zasnovano na mikroprocesoru MOS 6502, s 8 Kb ROMa u kojem se nalazio Microsoftov BASIC, 4KB radne memorije, serijski međusklop RS-232, te rubni spojnik za proširenje.  Cijelo računalo, u svjetu poznato kao prvi kompletan sustav na ploči, s tipkovnicom, video prikazom, podržanom audio kazetom, BASIC-u-ROMu, i do 8K RAM nalazilo se na jednoj tiskanoj pločici. Trebalo je samo još vanjsko napajanje +5V, 3A (u samogradnji koristio se 78H05 regulator, +5V, 5A). Superboard II nije imao zvučnik. Postojala je mogućnost za ugradnju 4-bit-nog DACa. Potrebno je bilo zalemiti četiri diode i otpornike na predviđena mjesta na ploči. S time se mogao pobuđivati mali zvučnik. Kao proširenje na ovo računalo moglo se priključiti: disketna jednica, grafička kartica u boji sa zvučnim sposobnostima, te dodatna radna memorija od 24Kb. Ohio Scientific Superboard II je inspiraralo mnoga računala zasnovana na mikroprocesoru MOS 6502, kao: Compukit UK 101, Galeb, Orao, Tangerine Microtan 65, i mnoga druga.